# Barry Palmer
Barry Palmer (* 1958 in England) ist ein britischer Sänger.

## Biografie
Barry Palmers musikalische Karriere begann in den frühen 1970er Jahren als Frontsänger der englischen Band Kenny, die mit The Bump und Fancy Pants zwei Top-5-Hits in Großbritannien hatte. 1976 wechselte Palmer zur deutschen Rockband Triumvirat, 1980 spielte er bei der LP Don't Stop the Show von Satin Whale mit.
Für Mike Oldfield sang er sechs Lieder. 1984 Crime of Passion, das zunächst nur als Single veröffentlicht wurde und erst auf dem Best-of-Album The Complete aus dem Jahre 1985 wieder auftauchte. 1984 sang er für das Album Discovery neben dem titelgebenden Lied auch Poison Arrows, Saved by a Bell und im Duett mit Maggie Reilly den Hit Tricks of the Light. Im Jahr darauf sang er mit Anita Hegerland und Aled Jones Mike Oldfields Hit Pictures in the Dark.
Barry Palmer brachte 1984 auch ein Soloalbum (Without an Aim) und eine Single (God Bless the Children) heraus. 2001 erschien die Single Dear John.